# Helena Šáchová
Helena Šáchová, rozená Němečková (15. září 1907 Tupesy, Okres Uherské Hradiště - 19. listopadu 1988 Ostrava) bylo sportovní lukostřelkyně.

## Výsledky

### Umístění na MS v lukostřelbě
| Sezóna | Místo  | Kategorie   | Umístění |
| ------ | ------ | ----------- | -------- |
| 1948   | Londýn | Družstva    | 1        |
| 1948   | Londýn | Jednotlivci | 3        |